# 다쿠마 마모루
다쿠마 마모루(일본어: 宅間 守 たくま まもる[*], 1963년 11월 23일 ~ 2004년 9월 14일)는 일본의 살인자이다. 2001년 오사카 학교 학살 사건의 범인이다 (범행 당시 37세). 그는 재판에서 사형을 선고 받았다.

## 같이 보기
- 오사카 학교 학살